# 클로미프라민
클로미프라민(clomipramine, 상표명: Anafranil 등)은 삼환계 항우울제(TCA)이다. 강박장애, 공황장애, 주요 우울 장애, 만성 통증 치료에 사용된다. 65세 초과자의 자살 위험을 줄일 수 있다. 구강으로 투여한다.
일반적인 부작용으로는 구강 건조, 변비, 식욕 부진, 졸림, 체중 증가, 성 기능 장애, 소변 문제가 포함된다. 심각한 부작용으로는 25세 미만자의 자살 위험 증가, 그리고 뇌전증 발작, 조증, 간 질환이 포함된다. 약물을 갑작스럽게 중단할 경우 두통, 발한, 어지럼증과 함께 금단 증후군이 발생할 수 있다. 임신 중에 투여해도 안전한지에 대해서는 확실치 않다. 동작 구조는 분명히 밝혀져 있지 않으나 세로토닌의 수치 증가가 수반되는 것으로 간주된다.
클로미프라민은 1964년 스위스의 제약사 시바-가이기(Ciba-Geigy)에 의해 발견되었다. 의료제도에 필수적인 가장 효과적이고 안전한 의약품 목록인 WHO 필수 의약품 목록에 등재되어 있다. 제네릭 의약품으로 구매가 가능하다. 개발도상국의 도매가는 2014년 기준으로 일일 0.11~0.21 사이이다. 미국 내 도매가는 2018년 기준으로 일일 대략 US$9이다. 이미프라민으로 만든다.

## 약리학

### 약력학

#### 세로토닌성 활성
| 약물           | 복용 범위 (mg/day) | ~80% SERT 점유 (mg/일) | 비율 (복용량 / 80% 점유) |
| -------------- | ------------------ | ---------------------- | ------------------------ |
| 시탈로프람     | 20–40              | 40                     | 0.5–1                    |
| 에스시탈로프람 | 10–20              | 10                     | 1–2                      |
| 플루옥세틴     | 20–80              | 20                     | 1–4                      |
| 플루복사민     | 50–300             | 70                     | 0.71–5                   |
| 파록세틴       | 10–60              | 20                     | 0.5–3                    |
| 설트랄린       | 25–200             | 50                     | 0.5–4                    |
| 둘록세틴       | 20–60              | 30                     | 0.67–2                   |
| 벤라팍신       | 75–375             | 75                     | 1–5                      |
| 클로미프라민   | 50–250             | 10                     | 5–25                     |

## 같이 보기
- SSRI